# 31. мај
31. мај (31.5.) је 151. дан године по грегоријанском календару (152. у преступној години). До краја године има још 214 дана.

## Догађаји
- 1793 — Хапшењем жирондинаца у Француској је почела владавина јакобинског терора.
- 1809 — Османлијска војска је поразила српске устанике у бици на Чегру, а војвода Стеван Синђелић је дигао у ваздух складиште барута.
- 1859 — Почео је да ради велики сат Биг Бен на кули британског парламента у Лондону.
- 1889 — Преко 2.000 особа је погинуло након што је попустила брана на реци Литл Кономо и пропустила зид воде висок 18 метара на градић Џонстаун.
- 1902 — Миром у Веренигингу завршен је Бурски рат у којем су погинула 5.774 Британца и најмање 4.000 Бура.
- 1910 — Уједињењем британских колонија Натал, Трансвал и Рт добре наде, основана је Јужноафричка унија са статусом британског доминиона.
- 1916 — Одиграла се Битка код Јиланда, највећа је поморска битка у Првом светском рату. У историји поморских ратовања то је била највећа и последња поморска битка двеју великих површинских флота, вођена на релативно узаном бојишту бродском артиљеријом као главним оружјем.
- 1924 — Кина је признала СССР.
- 1931 — У Бахреину је пронађена нафта, прво налазиште петролеја у некој арапској земљи.
- 1938 — Први пут је приказан филм на телевизији. Био је то филм Повратак Скарлетне Видовчице, који је приказала америчка телевизијска кућа NBC.
- 1939 — Данска је с Немачком потписала пакт о ненападању. У априлу наредне године немачке трупе окупирале су Данску.
- 1961 — Јужна Африка је прогласила републику с председником Чарлсом Робертсом Свартом на челу и напустила Британски комонвелт.
- 1970 — У земљотресу јачине 7,9 Рихтерове скале у Перуу погинуло је више од 70.000, а 600.000 људи остало је без домова. Потпуно су разорени градови Јунгај, Хуарес и Чимботе.
- 1991 — У Лисабону је потписан мировни споразум о Анголи, којим је после готово 16 година окончан грађански рат.
- 1992 — У организацији Центра за антиратну акцију, одржане су у Београду демонстрације више десетина хиљада грађана, који су ношењем црног флора дугог 1.300 метара изразили своје саучешће са жртвама рата у Босни и Херцеговини.
- 1996 — Босански Хрват Дражен Ердемовић признао је пред Међународним судом за ратне злочине у Хагу да је учествовао у масовним погубљењима Бошњака у Сребреници. То је било прво признање кривице пред Хашким трибуналом.
- 1997 — Украјина и Русија потписале су споразум о стратешком партнерству.
- 2001 — Агент ФБИ-ја, ветеран Роберт Хансен, оптужен за шпијунажу, изјавио је да није крив. Америчка влада оптужила је Хансена да је 15 година преносио строго поверљиве информације Москви за суму од 1.400.000 долара и одређену количину дијаманата.
- 2003 — У граду Марфију у Северној Каролини ухапшен је Ерик Роберт Рудолф, осумњичен за постављање бомби на клиници за побачаје, у ноћном клубу за хомосексуалце, као и у Атланти, током Олимпијских игара 1996. године.
- 2004 — Слетањем на аеродром Шарл де Гол у Паризу, суперсонични авион „Конкорд“ француске компаније Ер Франс обавио је свој последњи лет. Четири таква авиона биће изложена у музејима у Француској, а пети на том париском аеродрому.
- 2011 — Ратко Младић изручен Хашком трибуналу за злочине на простору бивше Југославије.
- 2012 — Томислав Николић инаугурисан за председника Србије.
- 2017 — Александар Вучић инаугурисан за председника Србије.

## Рођења
- 1773 — Лудвиг Тик, немачки књижевник и преводилац. (прем. 1853)[1]
- 1819 — Волт Витман, амерички песник, есејиста и новинар. (прем. 1892)[2]
- 1908 — Дон Амичи, амерички глумац и комичар. (прем. 1993)[3]
- 1922 — Денхолм Елиот, британски глумац. (прем. 1992)
- 1924 — Ида Прести, француска гитаристкиња класичне музике. (прем. 1967)[4]
- 1929 — Љуба Тадић, српски глумац. (прем. 2005)[5]
- 1930 — Клинт Иствуд, амерички глумац, редитељ, продуцент, музичар и политичар.[6]
- 1931 — Џон Роберт Шрифер, амерички физичар, добитник Нобелове награде за физику (1972). (прем. 2019)[7]
- 1934 — Рада Ђуричин, српска глумица. (прем. 2024)[8]
- 1940 — Јован Јовановић, српски редитељ, сценариста, монтажер и теоретичар филма (прем. 2022)[9]
- 1945 — Рајнер Вернер Фасбиндер, немачки редитељ,сценариста и глумац  (прем. 1982)[10]
- 1948 — Џон Бонам, енглески музичар, најпознатији као бубњар групе -Led Zeppelin}-. (прем. 1980)[11]
- 1949 — Том Беренџер, амерички глумац.[12]
- 1955 — Томи Емануел, аустралијски музичар, најпознатији као гитариста.[13]
- 1961 — Леа Томпсон, америчка глумица, редитељка и продуценткиња.[14]
- 1963 — Џон Бери, амерички панк музичар, суоснивач групе -Beastie Boys}-. (прем. 2016)
- 1963 — Виктор Орбан, мађарски политичар, 56. премијер Мађарске.
- 1965 — Брук Шилдс, америчка глумица и модел.[15]
- 1967 — Жељко Митровић, српски музичар и бизнисмен, власник Пинк медија групе.
- 1968 — Александар Маџар, српски пијаниста.
- 1969 — Симоне Пјаниђани, италијански кошаркашки тренер.
- 1970 — Паоло Сорентино, италијански редитељ, сценариста и књижевник.[16]
- 1972 — Никола Лончар, српско-шпански кошаркаш.[17]
- 1974 — Југослав Васовић, српски ватерполиста.[18]
- 1976 — Колин Фарел, ирски глумац.[19]
- 1984 — Нејт Робинсон, амерички кошаркаш.[20]
- 1984 — Милорад Чавић, српски пливач.[21]
- 1985 — Јан Вујукас, грчки кошаркаш.[22]
- 1986 — Томас Фибел, француски фудбалер.[23]
- 1988 — Џејмс Флоренс, амерички кошаркаш.[24]
- 1989 — Немања Милуновић, српски фудбалер.[25]
- 1989 — Марко Ројс, немачки фудбалер.[26]
- 1990 — Кваме Вон, амерички кошаркаш.[27]
- 1991 — Азилија Бенкс, америчка музичарка и глумица.[28]
- 1992 — Џастин Макреј, амерички играч америчког фудбала.[29]
- 1996 — Нормани, америчка певачица и плесачица.[30]
- 2001 — Ига Свјонтек, пољска тенисерка.[31]

## Смрти
- 455 — Петроније Максим, западноримски цар. (* отприлике 386)[32]
- 1594 — Јакопо Тинторето, италијански сликар. (* 1518)
- 1740 — Фридрих Вилхелм I, пруски краљ. (* 1688)[33]
- 1809 — Стеван Синђелић, српски војвода. (* 1770/1771)
- 1809 — Јозеф Хајдн, аустријски композитор. (* 1732)[34]
- 1832 — Еварист Галоа је био француски математичар. (* 1811)[35]
- 1854 — Ватрослав Лисински хрватски композитор. (* 1819)
- 1953 — Владимир Татлин руски архитекта и сликар конструктивиста. (* 1885)[36]
- 1960 — Валтер Функ, немачки нацистички економиста, политичар и ратни злочинац. (* 1890)[37]
- 1962 — Адолф Ајхман, шеф Гестапоа и немачки ратни злочинац. (* 1906)[38]
- 1986 — Џејмс Рејнвотер, амерички физичар.[39]
- 1996 — Тимоти Лири, амерички психолог и популарни писац. (* 1920)[40]
- 1999 — Давор Дујмовић, глумац. (* 1969)[41]
- 2000 — Петар Младенов, председник Бугарске. (* 1936)
- 2006 — Рејмонд Дејвис мл., амерички физичар и хемичар, добитник Нобелове награде за физику. (* 1914)[42]

## Празници и дани сећања
- Међународни празници
  - Светски дан борбе против пушења
- Српска православна црква слави:
  - Светог мученика Теодота са седам девојака мученица
  - Свете мученике Петра, Дионисија, Андреја, Павла и Христину
  - Свете мученике Ираклију, Павлина и Венедима